# نادي شيفاز يو إس أي
نادي ديبورتيفو شيفاز الولايات المتحدة الأمريكية هو نادي أمريكي لمهنة كرة القدم تقع في ضاحية لوس أنجليس من كارسون، كاليفورنيا , النادي تابع لنادي مكسيكي يدعي بنادي غوادالاخارا , و هو ينافس في دوري كرة القدم الأمريكي
أصبح النادي الفريق الحادي عشر في دوري كرة القدم الأمريكي عند دخولها حيز الدوري عام 2004 , و كان القصد منه أن ينظر إليه باعتباره «الأخ الأصغر» لشركتها الأم نادي غوادالاخارا و التي تعتبر واحدة من أكثر الفرق ناجحة في مكسيك و ذات تأييد واسع، في أسبانيا شيفاز تعني (أنتي الماعز) , و هو لقب نادي غوادالاخارا